# Università Bar-Ilan
L'Università Bar-Ilan (in ebraico אוניברסיטת בר־אילן‎?, Universitát Bar-Ilán) è un'università situata a Ramat Gan, nel distretto di Tel Aviv. Fondata nel 1955, è la seconda più grande istituzione accademica israeliana, con oltre 26.800 studenti (dei quali 9000 in sedi regionali) e un personale docente di 1350 unità.
Si caratterizza per i ponti che stabilisce tra gli studi religiosi e quelli laici. Le materie insegnate sono molto varie e includono economia, scienze umane, matematica, informatica, ingegneria, fisica, letteratura, religione ebraica, lingue, e molte altre.